# حلف الساتو
الساتو أو حلف الساتو (منظمة دول معاهدة جنوب الأطلنطى) هو اقتراح ليبى سابق على الدول الأفريقية واللاتينية وذلك خلال القمة الأفريقية اللاتينية التي عقدت في فنزويلا عام 2009
و هو حلف كان يسعى معمر القذافي والرئيس الفنزويلى هوجو تشافيز لإنشائه لأغراض اقتصادية وتنموية، لا يدخل في سياق سباق التسلح. و يتوقع إعلان قيام الحلف الجديد في القمه الأفريقية اللاتينيه القادمة في ليبيا 2011.
تنظر دول حلف الناتو إلى الحلف الجديد على أنه ربما يكون العدو المستقبلى الأكثر خطوره لها حتى أكثر من خطورة روسيا، وذلك لأن الدول المتوقع دخولها تحت مظلة الحلف تضم دول غنيه بالبترول والمعادن والكثير من الثروات الطبيعية مما سيساهم في انتعاش اقتصاديات تلك الدول كما سيساهم في تنميه مشتركه بينها تؤدى إلى تقوية تلك الدول وانتهاء تبعيتها للغرب واستقلال قرارها وإرادة شعوبها.
أيضا من أسباب قلق الناتو هو وجود دول منتجه للسلاح في القارتين الفتيتين (أفريقيا وأمريكا الجنوبية) ومن تلك الدول (مصر وجنوب أفريقيا والبرازيل والأرجنتين) وجميعها دول تمتلك قدرات صناعيه مدنيه وعسكريه متطوره جدا وتنتج العديد من الأسلحة على اختلاف أنواعها واستخداماتها، من أبرز الأسلحة المنتجة دبابة الأبرامز أمريكية الأصل التي تنتجها مصر والدبابة البرازيليه أوزيرو، هذا بخلاف المدرعات والأنواع المتعددة من الأسلحة الخفيفه وتشكيله كبيره جدا من أفضل أنواع الذخائر والمقذوفات المستخدمة والمعتمده دوليا وذلك كله دون أن ننسى برامج الصواريخ المصرية والأرجنتينيه، كما لا يمكننا أن نغفل صناعة الطائرات المقاتلة التي تتواجد بكل من مصر (بالتعاون مع الصين وروسيا) والبرازيل، كما أن لدى مصر صناعات بحريه تعد هي الأفضل في أفريقيا بلا منافس وتعتبر أيضا من الدول القلائل من دول العالم الثالث التي لديها صناعات بحريه، إلا أن مصر تتفوق بكثير من نواحى القدرات البشرية والفنيه والتكنولوجيه وهو ما يظهر جليا بالتوجه المصري نحو امتلاك جميع تكنولوجيات أسلحة الجيش المصري التي تستورد أغلبها من الخارج وذلك من أجل تأسيس صناعه وطنيه قويه تلبى احتياجات القوات المسلحة المصرية وتتيح لمصر التنافسيه العالمية والتصدير للدول العربية الشقيقه والدول الأفريقية أيضا، أما البرازيل فلقد ساعدها التطور الكبير والانتعاشه الاقتصادية والسياسية في التطور والتقدم وامتلاك صناعات عسكريه وطنيه 100% مما ساعدها في التخلص من أي ضغوط خارجيه بشكل كبير، كما تساهم البرازيل أيضا بتعاونها مع دول أمريكا الجنوبية في جميع النواحى العسكرية والاقتصاديه والسياسية مما ساهم كثيرا في توحد الدول اللاتينيه وتخلصها تدريجيا من الضغوط الخارجية وخاصة الأمريكية.
بالنظر إلى كل ما سبق يمكن تفهم قلق دول حلف الناتو على مصالحها ونفوذها المتلاشى باضطراد في العقدين الأخيرين وهو ما يهدد بامتلاك الشعوب الفقيره لثرواتها وإستغلالها لما في صالحهم وهو ما لا يتوافق مع مطامع وأهداف الناتو، وخصوصا تخوف الناتو من أن يتحول الساتو من منظمة اقتصاديه وتعاونيه تختص بشئون أعضائها إلى حلف عسكري قوى يكون ندا قويا للناتو ويتسلح في ذلك بإرادة الشعوب وبثرواتها الوفيره التي لم تستغل بعد بينما الناتو لا يمتلك أي من تلك الثروات في بلاده بخلاف البترول الأمريكي والتكنولوجيا الغربية المدنية والعسكريه واللتان تحظران على الدول والشعوب الفقيره الضعيفه التي بخارج الحلف حتى تظل ذليله وخانعه للرغبات الدنيئة لمغتصبيها(حسب أراء الزعيم معمر القذافى والرئيس هوجو تشافيز).